# 2023-as UCI World Tour
A 2023-as UCI World Tour egy versenysorozat volt, mely 35 országútikerékpár-versenyt foglalt magában a 2023-as férfi kerékpáros szezonban. Ez volt a Nemzetközi Kerékpáros-szövetség (UCI) által létrehozott UCI World Tour tizenharmadik kiírása.

## Csapatok
| WorldTeam csapatok (18)- AG2R Citroën Team - Alpecin-Deceuninck - Astana Qazaqstan Team - Bahrain Victorious - Bora-Hansgrohe - Cofidis - EF Education-EasyPost - Groupama-FDJ - Ineos Grenadiers - Intermarché-Circus-Wanty - Jumbo-Visma - Movistar Team - Soudal Quick-Step - Arkéa-Samsic - Team Jayco AlUla - Team DSM - Trek-Segafredo - UAE Team Emirates |
| |

| Név (UCI kód)                                      | Működtető                        | Ország | Kerékpárgyártó   | WorldTeam csapat |
| -------------------------------------------------- | -------------------------------- | ------ | ---------------- | ---------------- |
| AG2R Citroën Team (ACT)                            | EUSRL France Cyclisme            | FRA    | BMC              | 2009             |
| Alpecin-Deceuninck (ADC)                           | Wielerteam ciclismo Mundial BVBA | BEL    | Canyon Bicycles  | 2023             |
| Astana Qazaqstan Team (AST)                        | Abacanto SA                      | KAZ    | Wilier Triestina | 2009             |
| Team Bahrain Victorious (TBV)                      | Bahrain World Tour Cycling Team  | BHR    | Merida           | 2017             |
| Bora–Hansgrohe (BOH)                               | Ralph Denk pro cycling GmbH      | DEU    | Specialized      | 2017             |
| Cofidis (COF)                                      | Cofidis Compétition EUSRL        | FRA    | LOOK             | 2020             |
| EF Education–EasyPost (EFE)                        | Slipstream Sports, LLC           | USA    | Cannondale       | 2009             |
| Groupama–FDJ (GFC)                                 | Société de Gestion de L'Echappée | FRA    | Lapierre         | 2012             |
| Ineos Grenadiers (IGD)                             | Tour Racing Limited              | GBR    | Pinarello        | 2010             |
| Intermarché–Circus–Wanty (ICW)                     | Want You Cycling                 | BEL    | Cube             | 2021             |
| Team Jumbo–Visma (TJV)                             | Team Oranje Road BV              | NLD    | Cervélo          | 2009             |
| Movistar Team (MOV)                                | Abarca Sports S.L.               | ESP    | Canyon Bicycles  | 2009             |
| Soudal–Quick-Step (SOQ)                            | Decolef lux sarl                 | BEL    | Specialized      | 2009             |
| Arkéa–Samsic (ARK)                                 | Pro Cycling Breizh               | FRA    | Bianchi          | 2023             |
| Team Jayco AlUla (JAY)                             | GreenEdge Cycling                | AUS    | Giant            | 2012             |
| Team DSM (DSM)                                     | SMS Cycling B.V.                 | NLD    | Scott            | 2013             |
| Trek–Segafredo (TFS) / Lidl–Trek (LTK) (júliustól) | Trek Factory Racing              | USA    | Trek             | 2011             |
| UAE Team Emirates (UAD)                            | CGS Cycling Team AG              | ARE    | Colnago          | 2009             |

## Versenyek
| 2023. január 17. – 22.               | 1  | Tour Down Under                   | Jay Vine (UAE Team Emirates)              |
| jan. 29.                             | 2  | Cadel Evans Great Ocean Road Race | Marius Mayrhofer (Team DSM)               |
| 2023. február 20. – 26.              | 3  | UAE Tour                          | Remco Evenepoel (Soudal Quick-Step)       |
| febr. 25.                            | 4  | Omloop Het Nieuwsblad             | Dylan van Baarle (Jumbo-Visma)            |
| márc. 4.                             | 5  | Strade Bianche                    | Thomas Pidcock (Ineos Grenadiers)         |
| 2023. március 5. – 12.               | 6  | Párizs–Nizza                      | Tadej Pogačar (UAE Team Emirates)         |
| 2023. március 6. – 12.               | 7  | Tirreno–Adriatico                 | Primož Roglič (Jumbo-Visma)               |
| márc. 18.                            | 8  | Milánó–San Remo                   | Mathieu van der Poel (Alpecin-Deceuninck) |
| 2023. március 20. – 26.              | 9  | Katalán körverseny                | Primož Roglič (Jumbo-Visma)               |
| márc. 22.                            | 10 | Classic Brugge–De Panne           | Jasper Philipsen (Alpecin-Deceuninck)     |
| márc. 24.                            | 11 | E3 Saxo Classic                   | Wout van Aert (Jumbo-Visma)               |
| márc. 26.                            | 12 | Gent–Wevelgem                     | Christophe Laporte (Jumbo-Visma)          |
| márc. 29.                            | 13 | Dwars door Vlaanderen             | Christophe Laporte (Jumbo-Visma)          |
| ápr. 2.                              | 14 | Flandriai körverseny              | Tadej Pogačar (UAE Team Emirates)         |
| 2023. április 3. – 8.                | 15 | Baszk körverseny                  | Jonas Vingegaard (Jumbo-Visma)            |
| ápr. 9.                              | 16 | Párizs–Roubaix-kerékpárverseny    | Mathieu van der Poel (Alpecin-Deceuninck) |
| ápr. 16.                             | 17 | Amstel Gold Race                  | Tadej Pogačar (UAE Team Emirates)         |
| ápr. 19.                             | 18 | La Flèche Wallonne                | Tadej Pogačar (UAE Team Emirates)         |
| ápr. 23.                             | 19 | Liège–Bastogne–Liège              | Remco Evenepoel (Soudal Quick-Step)       |
| 2023. április 25. – 30.              | 20 | Tour de Romandie                  | Adam Yates (UAE Team Emirates)            |
| máj. 1.                              | 21 | Eschborn–Frankfurt                | Søren Kragh Andersen (Alpecin-Deceuninck) |
| 2023. május 6. – 28.                 | 22 | Giro d’Italia                     | Primož Roglič (Jumbo-Visma)               |
| 2023. június 4. – 11.                | 23 | Critérium du Dauphiné             | Jonas Vingegaard (Jumbo-Visma)            |
| 2023. június 11. – 18.               | 24 | Tour de Suisse                    | Mattias Skjelmose (Trek-Segafredo)        |
| 2023. július 1. – 23.                | 25 | Tour de France                    | Jonas Vingegaard (Jumbo-Visma)            |
| 2023. július 29. – augusztus 4.      | 28 | Tour de Pologne                   | Matej Mohorič (Bahrain Victorious)        |
| júl. 29.                             | 27 | Clásica San Sebastián             | Remco Evenepoel (Soudal Quick-Step)       |
| aug. 20.                             | 29 | EuroEyes Cyclassics               | Mads Pedersen (Lidl-Trek)                 |
| 2023. augusztus 23. – 27.            | 30 | Renewi Tour                       | Tim Wellens (UAE Team Emirates)           |
| 2023. augusztus 26. – szeptember 17. | 26 | Vuelta ciclista a España          | Sepp Kuss (Jumbo-Visma)                   |
| szept. 3.                            | 31 | GP Ouest France–Plouay            | Valentin Madouas (Groupama-FDJ)           |
| szept. 8.                            | 32 | Grand Prix Cycliste de Québec     | Arnaud de Lie (Lotto Dstny)               |
| szept. 10.                           | 33 | Grand Prix Cycliste de Montréal   | Adam Yates (UAE Team Emirates)            |
| okt. 7.                              | 34 | Giro di Lombardia                 | Tadej Pogačar (UAE Team Emirates)         |
| 2023. október 12. – 17.              | 35 | Kuanghszi körverseny              | Milan Vader (Jumbo-Visma)                 |

## Fordítás
- Ez a szócikk részben vagy egészben  az   UCI WorldTour 2023 című német Wikipédia-szócikk ezen változatának fordításán alapul.  Az eredeti cikk szerkesztőit annak laptörténete sorolja fel. Ez a jelzés csupán a megfogalmazás eredetét és a szerzői jogokat jelzi, nem szolgál a cikkben szereplő információk forrásmegjelöléseként.